# بارانکو میناس
بارانکو میناس (انگلیسی: Barranco Minas) نام یک منطقه مسکونی در کلمبیا است.